# Università tecnica del Medio Oriente
L'Università tecnica del Medio Oriente (in turco Orta Doğu Teknik Üniversitesi; in inglese Middle East Technical University, da cui l'acronimo "METU") è un ente universitario politecnico di Ankara, capitale della Turchia. Fondata nel 1956, uno dei più importanti istituti di istruzione in Turchia. Attualmente l'università conta circa 21.000 studenti iscritti.

## Football americano
L'università è rappresentata nel football americano dagli ODTÜ Falcons.